# Acalypha guatemalensis
Acalypha guatemalensis é uma espécie de flor do gênero Acalypha, pertencente à família Euphorbiaceae.